# Lee Killough
Karen Lee Killough (geboren am 5. Mai 1942 in Syracuse, Kansas) ist eine amerikanische Autorin von Science-Fiction, Horror und Fantasy.

## Leben
Killough besuchte von 1960 bis 1962 das Fort Hays State College in Hays, Kansas, und studierte anschließend Röntgentechnik an der Hadley Memorial Hospital School of Radiologic Technology in Washington, D.C., wo sie 1964 abschloss. Anschließend arbeitete sie bis 1965 als Radiologietechnikerin am St. Joseph’s Hospital in Concordia (heute das Cloud County Health Center), danach bis 1967 und dann erneut von 1969 bis 1971 am St. Mary Hospital in Manhattan, Kansas. Von 1967 bis 1969 arbeitete sie am Morris Cafritz Memorial Hospital in Washington, D.C, und von 1971 an bis zu ihrer Pensionierung war sie Radiologietechnikerin an der Tierklinik der Kansas State University in Manhattan. 
Ihre erste Kurzgeschichte Caveat Emptor veröffentlichte sie 1970 in der SF-Zeitschrift Analog Science Fiction. Weitere Storys folgten, insbesondere die Aventine-Serie, die in einer Künstlerkolonie einer dekadenten Zukunftswelt ähnlich der von J. G. Ballards Vermilion Sands handelt. Ab Mitte der 1980er Jahre begann Killough, vorwiegend Romane zu schreiben.
Ein Kennzeichen ihrer Werke ist dabei die Kreuzung der Detektivgeschichte mit den Genres SF, Horror und Fantasy. So ist Garreth Mikaelian, der Protagonist der mit Blood Hunt (1987) beginnenden Romanserie ein Polizist, der feststellen muss, dass er zum Vampir geworden ist.
Zwei ihrer Roman sind bislang ins Deutsche übersetzt worden. Die Pest der Götter handelt auf einer Welt, in der die meisten Männer in der Pubertät einer rätselhaften Krankheit zum Opfer fallen. Das Doppelgänger-Gambit, der erste Roman der Brill-and-Maxwell-Serie, ist eine der erwähnten Kreuzungen von Science-Fiction und Krimi, in der die Polizistin Janna Brill in einer vollcomputerisierten Zukunft den „unmöglichen“ Mord an einem Geschäftsmann untersucht. 
1966 heiratete sie den inzwischen verstorbenen Howard Patrick „Pat“ Killough. Sie lebt mit ihrem zweiten Ehemann Denny Riordan in Manhattan, Kansas.  

## Bibliografie
Aventine (Kurzgeschichtenserie)
- The Siren Garden (1974)
- Tropic of Eden (1977)
- A House Divided (1978)
- Broken Stairways, Walls of Time (1979)
  - Deutsch: Zerbrochene Treppen – Mauern aus Zeit. In: Manfred Kluge (Hrsg.): Jeffty ist fünf. Heyne SF&F #3739, 1980, ISBN 3-453-30642-2.
- Bête et Noir (1980)
- Ménage Outré (1981)
  - Deutsch: Menage Outré. In: Ronald M. Hahn (Hrsg.): Im fünften Jahr der Reise. Heyne SF&F #4005, 1983, ISBN 3-453-30942-1.
- Aventine (1982, Sammlung)

Brill and Maxwell (Romanserie)
- 1 The Doppelgänger Gambit (1979)
  - Deutsch: Das Doppelgänger-Gambit. Heyne SF&F #3933, 1982, ISBN 3-453-30858-1.
- 2 Spider Play (1986)
- 3 Dragon’s Teeth (1990)
- Bridling Chaos (1998, Sammelausgabe)

Blood Hunt / Garreth Mikaelian (Romanserie)
- 1 Blood Hunt (1987)
- 2 Bloodlinks (1988)
- 3 Blood Games (2001)
- BloodWalk (1997, Sammelausgabe von 1 und 2)

Romane
- A Voice Out of Ramah (1979)
  - Deutsch: Die Pest der Götter. Übersetzt von Irene Holicki. Heyne SF&F #4016, 1983, ISBN 3-453-30955-3.
- The Monitor, the Miners, and the Shree (1980)
- Deadly Silents (1981)
- Liberty’s World (1985)
- The Leopard’s Daughter (1987)
- Wilding Nights (2002)
- Killer Karma (2005)
- Ancient Enemy (2013)

Kurzgeschichten
- Caveat Emptor (1970)
- Caravan (1972)
- Sentience (1973)
  - Deutsch: Vernunftbegabte Spezies. In: Werner Fuchs: Grotte des tanzenden Wildes. Knaur Science Fiction & Fantasy #5754, 1982, ISBN 3-426-05754-9.
- Survival (1976)
- Stalking Game (1977)
- A Cup of Hemlock (1978)
- Achronos (1980)
  - Deutsch: Achronos. Übersetzt von Hans Maeter. In: Manfred Kluge (Hrsg.): Fenster. Heyne SF&F #3866, 1982, ISBN 3-453-30752-6. Auch als: Achronos. Übersetzt von Ralph Tegtmeier. In: H. J. Alpers (Hrsg.): Kopernikus 6. Moewig Science Fiction #3575, 1982, ISBN 3-8118-3575-0.
- Corpus Cryptic (1980)
- Taaehalaan is Drowning (1981)
  - Deutsch: Taaéhalaan ertrinkt. In: Ronald M. Hahn (Hrsg.): Das fröhliche Volk von Methan. Heyne SF&F #3946, 1983, ISBN 3-453-30874-3.
- The Jarabon (1981)
  - Deutsch: Das Jarabon. Übersetzt von Biggy Winter. In: Friedel Wahren (Hrsg.): Isaac Asimovs Science Fiction Magazin 16. Folge. Heyne SF&F #3940, 1982, ISBN 3-453-30866-2. Auch als: Der Jarabon. Übersetzt von Uwe Anton. In: Shawna McCarthy (Hrsg.): Isaac Asimov's Weltraum-Frauen 1. Ullstein Science Fiction & Fantasy #31126, 1986, ISBN 3-548-31126-1.
- The Lying Ear (1982)
- Shadow Dance (1982)
- The Existential Man (1982)
- The Soul Slayer (1982)
  - Deutsch: Der Seelenräuber. In: Jessica Amanda Salmonson (Hrsg.): Neue Amazonen-Geschichten. Bastei Lübbe Fantasy #20052, 1983, ISBN 3-404-20052-7.
- The Leopard’s Daughter (1984)
- Symphony for a Lost Traveler (1984)
  - Deutsch: Sinfonie für einen Sternenwanderer. In: Wolfgang Jeschke (Hrsg.): L wie Liquidator. Heyne SF&F #4410, 1987, ISBN 3-453-00419-1.
- Keeping the Customer Satisfied (1984) with H. Patrick Killough
- Deathglass (1985)
  - Deutsch: Todesglas. In: Friedel Wahren (Hrsg.): Isaac Asimov’s Science Fiction Magazin 29. Folge. Heyne SF&F #4405, 1987, ISBN 3-453-00409-4.
- Aftershock (2006)

Sachliteratur
- Checking On Culture: A Checklist For Culture Building (1993, auch als: Checking On Culture: An Aid to Building Story Background, 2007)